# 嚴秀貞
嚴秀貞（韓語：엄수정，1973年6月15日—），韓國女演員。

## 演出作品

### 電視劇
- 2005年：MBC《金藥局的女兒們》飾演 容淑
- 2006年：KBS《再見獨奏》
- 2008年：MBC《我人生最後的緋聞》飾演 安侑晶
- 2010年：MBC《慾望的火花》飾演 楊仁淑
- 2011年：MBC《光與影》飾演 尹瑪潭
- 2013年：KBS《Good Doctor》飾演 文教授
- 2013年：SBS《主君的太陽》飾演 宇鎮的母親
- 2014年：MBC《心懷叵測的恢單女》飾演 車政淑
- 2014年：SBS《異鄉人醫生》飾演 閔秀智
- 2014年：tvN《我的秘密飯店》飾演 楊慶熙
- 2015年：tvN《隱藏身份》飾演 朴敏英
- 2016年：tvN《法妻當自強》飾演 智恩
- 2016年：JTBC《所羅門的偽證》飾演 閔碩的母親
- 2017年：OCN《Duel》飾演 韓宥拉
- 2021年：KBS《國家代表妻子》飾演 甲順

### 電影
- 2003年：《哦!兄弟》
- 2004年：《女人是男人的未來》
- 2005年：《拉麵人生》
- 2007年：《香草》
- 2007年：《京義線》
- 2007年：《我生命中最糟糕的男人》
- 2007年：《率性而活》
- 2013年：《珍貴的愛》